# Alassio
Alassio är en stad i Ligurien vid Genuabukten i norra Italien och tillhör Savonas provins. Kommunen hade 10 749 invånare (2018) och gränsar till kommunerna Albenga, Andora, Laigueglia och Villanova d'Albenga.
Den grundades under 900-talet och enligt den muntliga traditionen så härstammar namnet från Adelasia som var dotter till Otto I. Under slutet av 1800-talet var Alassio en kurort och hit kom främst engelsmännen som också satt sin prägel på staden, vissa hus byggdes med engelsk arkitektur, och här finns tennisbana, engelskt bibliotek och kyrka.
En viktig inkomstkälla för staden är turism.
En lokal specialitet är Biscetta, pannkaka med frön av fänkål. Biscetta kommer ursprungligen från byn Solva men tillägnas en festival i Alassio.
Väggen Muretto di Alassio täcks av mer än 500 plattor som undertecknats av kända personer som besökt staden genom åren. Den första plattan placerades på väggen 1951 av den amerikanska författaren Ernest Hemingway.